# La Roda de Andalucía
La Roda de Andalucía – gmina w Hiszpanii, w prowincji Sewilla, w Andaluzji, o powierzchni 76,68 km². W 2011 roku gmina liczyła 4381 mieszkańców.
Znajduje się na wysokości 405 metrów i 123 km od stolicy prowincji Sewilli.